# Casa del Reloj
Casa del Reloj – stacja metra w Madrycie, na linii 12. Znajduje się w Leganés i zlokalizowana jest pomiędzy stacjami Julián Besteiro i Hospital Severo Ochoa. Została otwarta 11 kwietnia 2003 roku.